# Monologo drammatico
Un monologo drammatico è un monologo, realizzato sotto forma di testo poetico, nel quale un personaggio, l'unico a parlare, si rivolge ad uno o più interlocutori ed eventualmente interagisce con essi. Per questa ragione, il monologo drammatico si differenzia dal soliloquio, nel quale il personaggio, invece, parla a sé stesso.

In definitiva, il monologo drammatico è una forma autonoma di espressione teatrale, fiorita in età vittoriana, collegata storicamente al soliloquio usato nel teatro elisabettiano, ma distinta da esso.
Questa forma espressiva è stata impiegata, nella letteratura inglese, sia in poesia, sia nel teatro.

## Definizioni
Precisamente, sono queste le tre caratteristiche che M. H. Abrams attribuisce al monologo drammatico:
1. l'intero discorso di cui è costituito il monologo viene pronunciato da una sola persona, in una situazione specifica e in un momento critico (della vicenda), e tale persona è palesemente identificabile come qualcuno che sia diverso dall'autore;
2. questo personaggio si rivolge ad una o più altre persone ed interagisce con loro; ciononostante, noi (lettori) siamo a conoscenza della presenza di queste ultime, e di ciò che esse fanno o dicono, solo grazie ad indizi presenti nel discorso del parlante;
3. lo scopo principale che muove il poeta nella scelta e nella formulazione verbale delle parole pronunciate dal parlante è rivelare al lettore il temperamento e il carattere di questi, in un modo che mantenga vivo il suo interesse.[1]

Tuttavia, altri autori hanno dato definizioni alternative sul monologo. 

## Caratteristiche
Tramite il monologo drammatico, l'autore può dare al pubblico la possibilità di entrare all'interno dei pensieri del personaggio e di conoscerne meglio il carattere; allo stesso tempo, può delineare in breve una trama secondaria, cui il monologo fa riferimento. Una delle caratteristiche più affascinanti del monologo drammatico, infatti, è la capacità di evocare un'intera storia presentandone al lettore solo una parte (quella che viene raccontata nel monologo stesso); sta al lettore cercare di ricostruire questa storia, sulla base di ciò che viene detto. 

Per questo motivo, l'uso del monologo drammatico in poesia può essere considerato un tentativo di trasportare in questo genere letterario molte delle caratteristiche del genere teatrale.
Colui che inscena il monologo non è mai l'autore, ma un personaggio.
Un'altra differenza con il soliloquio è la seguente: il soliloquio costituisce, di solito, un momento di pausa per il lettore: un personaggio si ferma a riflettere prima di prendere una decisione che porterà avanti la narrazione. Un monologo drammatico, invece, cambia completamente la prospettiva del lettore, perché quest'ultimo viene improvvisamente messo a confronto con una grande quantità di informazioni che apprende sul personaggio e sulla storia. In altre parole, pur restando egualmente "ferma" la narrazione nei due casi, il punto di vista del lettore sul personaggio e/o sulle vicende narrate resta quasi invariato dopo un soliloquio, ma cambia completamente dopo un monologo drammatico.

## In letteratura

### Romanticismo
Tra coloro che hanno influenzato maggiormente il monologo drammatico si annoverano i poeti romantici. È vero che le lunghe poesie tipiche del periodo romantico non sono monologhi drammatici, nel senso che esse, per la maggior parte, non si concretizzano in una narrazione concentrata sul personaggio, sul piano psicologico ; tuttavia, è anche vero che opere come "Tintern Abbey" di William Wordsworth e "Mont Blanc" di Percy Bysshe Shelley offrono un modello di osservazione psicologica mirata e di ricerca filosofica (o pseudo-filosofica) descritta in uno specifico contesto.

### Romanzo e teatro
Anche il genere romanzesco e il teatro hanno avuto importanti influenze sul monologo drammatico, che è stato usato soprattutto come mezzo per definire il carattere dei personaggi, esprimere il loro personale punto di vista e offrire al pubblico uno sguardo più vicino alle loro sensazioni interiori.
Inoltre, nel romanzo, i monologhi drammatici vengono utilizzati anche per
- introdurre trame o storie secondarie, come avviene, ad esempio, nel "Frankenstein" di Mary Shelley;
- coinvolgere il pubblico in particolari giudizi morali, come avviene nel "The Fall" di Albert Camus e nel "The Reluctant Fundamentalist" di Mohsin Hamid.

## Il periodo vittoriano
È durante il periodo vittoriano che la fama del monologo drammatico raggiunge il suo culmine. 

Alcuni esempi celebri:
- "Ulisse", di Alfred Tennyson, pubblicato nel 1842: è stato considerato il primo vero monologo drammatico. I principali lavori di Tennyson successivi all'"Ulisse" nei quali venga mantenuto l'uso del monologo drammatico sono "Tithonus, The Lotus Eaters" e "St. Simon Stylites".
- "Dover Beach" e "Stanzas from the Grand Chartreuse", di Matthew Arnold: famosi monologhi semi-autobiografici. Il primo viene considerato, di solito, come l'espressione più alta dello scetticismo che si diffuse sempre più verso la metà del periodo vittoriano.
- A Robert Browning si attribuisce comunemente il merito di aver perfezionato questa forma espressiva; in effetti, le sue opere migliori sono, di sicuro, quelle che ha prodotto proprio lavorando in questo campo. La più famosa è "My Last Duchess". Per citarne altre, "Fra Lippo Lippi", "Caliban upon Setebos", "Soliloquy of the Spanish Cloister".

Altre opere famose:
- "Jenny" e "The Blessed Damozel", di Dante Gabriel Rossetti;
- "The Convent Treshold", di Christina Rossetti
- "Hymn to Proserpine", di Algernon Swinburne, in cui alcuni autori hanno visto reminiscenze del lavoro di Browning.

## Nel teatro
Tra gli esempi di monologo drammatico nel teatro:
- "The Stronger" (1898), di August Strindberg
- "Krapp's Last Tape" (1958), di Samuel Beckett,
- "Landscape", di Harold Pinter